# Piesarthrius reticulaticollis
Piesarthrius reticulaticollis là một loài bọ cánh cứng trong họ Cerambycidae.